# Madarász Tamás
Madarász Tamás  (Debrecen, 1987. március 27. –) magyar cselgáncsozó.
2004-ben részt vett a budapesti junior világbajnokságon, de nem lett helyezett. 2005-ben és 2006-ban harmadik, 2007-ben második lett az országos bajnokságon. 2006-ban ötödik volt a junior világbajnokságon. A 2007-es U-23-as Európa-bajnokságon kiesett a versenyből. A következő évben magyar bajnok volt. 2009-ben világkupa-versenyt nyert Varsóban. Az Európa-bajnokságon helyezetlenül zárt. A tuniszi vk-versenyen harmadik lett. Az universiaden és a világbajnokságon kiesett. A Miskolci csapat-Európa-bajnokságon aranyérmes lett. Az U23-as Eb-n nem ért el helyezést. 2010-ben a mesterek tornáján kiesett.
A 2010-es Európa-bajnokságon sérülés miatt nem indult. A világbajnokságon kiesett. 2011-ben a Hungária Kupán szerzett ötödik helyezést. Az ob-n ötödik lett. Az Európa-bajnokságon nem volt eredményes. 2012 májusában szabadkártyával indulási jogot kapott az olimpiára. Az ötkarikás játékokon a legjobb 16 között ipponnal vereséget szenvedett üzbég ellenfelétől és kiesett.